# بیوپترین
بیوپترین (به انگلیسی: Biopterin) با فرمول شیمیایی C9H11N5O3 یک ترکیب شیمیایی با شناسه پاب‌کم 27919 است. که جرم مولی آن ۲۳۷٫۲۱۶ گرم بر مول می‌باشد. 